# Henri Colboc
Pour les articles homonymes, voir Colboc.
Henri Colboc (21 juin 1917 à Bléville-19 décembre 1983 à Paris) est un architecte français appartenant au mouvement moderne et ayant surtout travaillé pendant les années de reconstruction de l'après guerre.

## Biographie
Il étudie  à l'École nationale supérieure des beaux-arts, ENSBA, avec Paul Tournon et est  diplômé en 1942.
Il poursuit ses études à l'Institut d'urbanisme de Paris et est diplômé en 1943 après la soutenance de sa thèse intitulée :«L'évolution du Havre de Grâce» sous la direction de Pierre Lavedan.
En 1944, il reçoit le second grand Prix de Rome.
En 1948, il reçoit le prix  Delano and Aldrich/Emerson Fellowship de l'American Institute of Architects décerné à un architecte français et lui permettant d'étudier et de travailler aux États-Unis .
En 1954, il devient Architecte Conseil auprès du ministère de la Reconstruction et de l'Urbanisme, spécialiste des régions très détruites.
En 1957, sa participation au Berlin International urban competition, Capital Berlin, Neue Städte aus Ruinen est remarquée, (il a déjà travaillé sur le projet de faire sortir une nouvelle ville des ruines dans sa ville natale).
De 1960 à 1962, il est membre du Jury de l'École nationale supérieure des beaux-arts de Paris.
De 1947 à 1977, il travaille dans son cabinet d'architecture et maîtrise d'œuvre avec Georges Philippe,, participe à des concours et réalise des projets d'édifices religieux, d'hôpitaux, de logements collectifs (principalement en périphérie parisienne) et maisons individuelles, de bureaux (Espace Europe), de stades, de centres commerciaux.

## Réalisations
(une sélection)
- Phare de la Hève, Sainte-Adresse, 1950,  Inscrite MH [13]
- Garage au Havre, 1950.
- Église Saint-Michel dans le Centre-ville reconstruit du Havre, 1964, inscrite à l'Inventaire général du patrimoine culturel en 1996 [14],[15].
- La cité du Clos des Français, à Montreuil, (1956-1961) [16]
- Résidence Richard Mique à Versailles, 1961-1964
- Notre-Dame de la Salette, à Paris, 1965[17], qui fête en 2015 les 50 ans de sa création. Labellisée Patrimoine du XXe siècle [18], considérée par d'aucuns comme son chef-d'œuvre[19].
- Église du Christ Ressuscité (Bondy), 1965[20].
- Hôpital de Montpellier (1968-1970)[21].
- Le Pavillon de la Marée à Rungis, 1969[22].
- Centre commercial de Belle Épine, Thiais, 1971.
- Participation à l'équipe d'architectes du Parc des Princes, 1972.
- Hôpital Jean-Verdier à Bondy, 1975.
- Consultant pour la Zahed Sports city à Abu Dhabi[23],[24],[25].